# Christina Roslyng
Christina Roslyng Christiansen (tidligere Hansen, født 10. juli 1978 i Juelsminde) er en dansk tidligere håndboldspiller og nuværende holdleder på Danmarks kvindehåndboldlandshold.

## Karriere
Roslyng begyndte at spille håndbold i Klakring, 11 år gammel. Hun spillede på venstre fløj, og som senior spillede hun først et par sæsoner i Horsens HK, indtil hun i 1997 kom til periodens største danske hold, Viborg HK. Her var hun blandt andet med til at vinde fire danske mesterskaber frem til 2003. Herefter spillede hun et par år i henholdsvis Kolding IF og SønderjyskE, indtil hun blev købt fri af Viborg HK, der manglede en venstre fløj, da Henriette Mikkelsen var blevet gravid.

### Landshold
Roslyng debuterede på det danske landshold i 1998 og nåede at spille 129 landskampe og score 237 landskampsmål, inden hun indstillede landsholdskarrieren efter EM 2004. Med landsholdet var hun med til at vinde sølv ved EM 1998, guld ved OL 2000, guld ved EM 2002 og sølv ved EM 2004.
Hun blev i marts 2020 præsenteret som ny holdleder/team manager for Danmarks kvindehåndboldlandshold under den nye landstræner Jesper Jensen. En position hun havde indtil 2023.

## Privat
Christina Roslyng blev 1. juli 2006 gift med håndboldspilleren Lars Christiansen, og de har sammen to sønner. De blev separeret i 2009, men i efteråret 2012 fandt parret dog sammen igen. Parrets søn, Frederik Roslyng, blev i 2024 officielt professionel fodboldspiller for AC Horsens.
Roslyng vandt sæson 3 af tv-programmet Vild med dans i 2006 sammen med partneren Steen Lund.

## Meriter
Klub
- DM guld 1999, 2000, 2001, 2002
- DM sølv 1998,
- NM for klubhold 1998
- EHF Cup vinder 1999,
- Champions Legaue finalist 2001

Landshold
- EM-sølv 1998
- OL-guld 2000
- EM-guld 2002
- U-EM-guld 1996
- U-VM-guld 1997